# خره (عسلویه)
خره، روستایی در دهستان نایبند بخش چاه‌مبارک شهرستان عسلویه در استان بوشهر ایران است.

## جمعیت
بر پایه سرشماری عمومی نفوس و مسکن در سال ۱۳۹۵، جمعیت این روستا برابر با ۷۷۷ نفر (۱۶۵ خانوار) بوده‌است.